# Camfecting
Camfecting indica, nell'ambito della sicurezza informatica, si indica il processo con il quale viene tentato l'hacking della webcam di una persona per attivarla senza il permesso dell'utente.

## Modalità operative
Il camfecting viene attuato tramite l'infezione del computer della vittima con un virus capace di fornire all'hacker i permessi per accedere alla webcam. Il nome è un portmanteau tra le parole inglesi camera e infecting.
Di solito, un hacker camfecter invia alla sua vittima un'applicazione apparentemente innocua (o un link ad essa) che in realtà nasconde un virus Trojan attraverso il quale il malintenzionato può controllare la webcam della vittima. Il virus camfecter si installa di nascosto non appena l'utente avvia l'applicazione originale della propria webcam. Una volta installato, il camfecter può attivare la webcam e catturare immagini e video. Il programma camfecter funziona come il software webcam originale presente nel computer della vita, l'unica differenza è che il camfecter controlla il software al posto di quello legittimo.

## Casi famosi
Marcus Thomas, un ex assistente del direttore della Operational Technology Division dell'FBI a Quantico, affermò in un reportage del 2013 pubblicato sul The Washington Post che l'FBI è stata capace di attivare di nascosto la telecamera di un computer — senza far accendere il LED che indica all'utente che la webcam è in funzione — per molti anni.
Nel novembre del 2013, l'adolescente americano Jared James Abrahams si dichiarò colpevole di aver hackerato i computer di 100-150 donne per installare il malware Blackshades in modo da poter ottenere tramite la webcam immagini e video che le ritraevano nude. Una delle sue vittime fu la vincitrice di Miss Teen USA 2013 Cassidy Wolf.
Alcuni ricercatori della Johns Hopkins University hanno mostrato il modo per scattare di nascosto delle fotografie dalla iSight dei modelli MacBook e iMac rilasciati prima del 2008, riprogrammando il firmware del microcontroller.

## Prevenzione
Recentemente sono stati introdotti molti programmi da compagnie come Stop Being Watched o Webcamlock. Il software espone l'accesso alla webcam e richiede all'utente di consentire o meno l'accesso mostrando il programma che ha tentato di accedere alla webcam, permettendo così l'uso di un applicativo se riconosciuto dall'utente, altrimenti viene bloccato subito. Altre compagnie come Soomz.io producono e vendono delle coperture a lenti scorrevoli da applicare sulle webcam dei computer permettendo di oscurare l'obiettivo.

## Fattori di rischio
Un computer che non dispone dell'ultimo aggiornamento del software per la webcam o di nessun antivirus o firewall installato e operativo, può essere ad alto rischio di Camfecting. I Softcam (software per le webcam) possono aumentare il rischio se non aggiornati regolarmente o configurati nel modo corretto.